# Aaron Porter
Predefinição:Artigo órgão
Aaron Ross Porter (nascido em 11 de janeiro de 1985) é o ex-presidente da União Nacional de Estudantes no Reino Unido. Ele foi eleito com 65% de maioria e assumiu o cargo em junho de 2010 ocupou o cargo por um ano. Porter é assumido abertamente homossexual.

## Vida pessoal e Educação
Em 2010, Porter morava com seus pais em Norbury, no sul de Londres. Seu pai é um policial nascido e criado em Londres e sua mãe é professora de Trindade e Tobago.
Porter estudou na Wilson's School em Wallington, Londres antes de estudar Literatura Inglesa na Universidade de Leicester, graduando-se em 2006. Ele assumiu um papel de liderança no Sindicato de Estudantes da Universidade de Leicester, servindo como o oficial de Finanças e Serviços da União, e depois como Diretor de Assuntos Acadêmicos, além de ser o editor da revista estudantil The Ripple.
Antes de se tornar presidente da Universidade Nacional de Singapura (NUS), Porter foi eleito duas vezes vice-presidente da NUS (Ensino Superior), servindo de julho de 2008 a junho de 2010. Ele foi o primeiro oficial da União de Estudantes da Universidade de Leicester a ser eleito para o Comitê Executivo da União Nacional de Estudantes.

## Presidente da União Nacional de Estudantes (Reino Unido)
Porter representou a Presidência da NUS como candidato da (Independentes Organizados), mas é membro do Partido Trabalhista. Posteriormente, ele foi eleito com 65% de maioria e assumiu o cargo em junho de 2010, cargo que ocuparia por um ano.
Tomando o controle, Porter apresentou sua opinião de que ele era a favor de reduzir a idade de eleição para dezesseis e declarou que ele lideraria uma manifestação nacional contra o aumento planejado pelo governo de propinas antes de qualquer votação no Parlamento sobre a Questão. Ao assumir a Presidência da NUS, Porter foi perfilado em The Observer, onde ele reafirmou sua oposição a qualquer aumento nas propinas, bem como a necessidade de uma nova abordagem de campanha que inclua Lobismo formal e campanha ativa.
Suportando um imposto de graduação como um método alternativo de financiamento do ensino superior, Porter afirmou que o financiamento teria de ser justo e progressivo para os alunos a apoiá-lo. Um discurso sobre o futuro do ensino superior alertou sobre as implicações de uma crise de financiamento. Ele também tem sido o responsável sobre a questão do emprego de pós-graduação com cobertura nacional significativa. Em novembro de 2010, Porter apareceu no programa de televisão Daily Politics, argumentando contra a elevação das propinas.
Em resposta à revisão do financiamento do ensino superior e do financiamento estudantil presidido por Lord Browne, o Sindicato Nacional de Estudantes organizou uma demonstração nacional em Londres em conjunto com a (University and College Union). 50.000 manifestantes participaram do protesto, no fim do qual, Porter se dirigiu a um comício fora da Tate Britain. Durante a manifestação de 10 de novembro de 2010, por mais de 50 mil pessoas, Porter condenou a ocupação do quartel-general do Partido Conservador (Reino Unido), referindo-se a ele como "Violência por uma pequena minoria".
Em janeiro de 2011, em uma marcha anticortes e rally em Manchester, Porter foi escoltado pela polícia de uma pequena parte da multidão de estudantes protestantes que estavam chacoalhando e gritando "Você é um Tory também", um canto comumente usado contra Liberal Democratas durante os protestos dos estudantes. Houve também um relatório do Daily Mail alegando que seu fotógrafo havia ouvido abuso Antissemitismo, um relatório mais tarde realizado em outras meios de comunicação de notícias, apesar de Porter não ser judeu. Depois de aparecer inicialmente para verificar essas alegações, Porter fez uma reviravolta ao admitir no jornal Mule em Manchester que ele não tinha ouvido pessoalmente nenhum abuso Antissemita. Em fevereiro de 2011, Porter disse que havia decidido não buscar a reeleição para a Presidência da NUS, afirmando que sentia que a União se beneficiaria de uma nova liderança.

## Outros trabalhos
Em setembro de 2011 Porter contribuiu para o livro What Next for Labour? Sua parte foi intitulada "Onde Seguinte Para a Política do Trabalhador da Instrução Mais Elevada?"
Porter agora ocupou o seu novo cargo no setor de ensino superior. Ele é Diretor de Assuntos Externos do Centro Nacional de Universidades e Negócios, Diretor Associado da Fundação de Liderança, Membro Honorário de Pesquisa da Universidade de Winchester e membro do Conselho Consultivo do Escritório de Acesso Justo (OFFA).
Em julho de 2014, ele foi premiado com um Doutorado Honorário de Leis, a Universidade de Leicester em sua cerimônia de graduação para reconhecer sua contribuição para o ensino superior e experiência do aluno.